# Can Bosch (Sant Vicenç de Montalt)
Can Bosch és una casa de Sant Vicenç de Montalt (Maresme) inclosa a l'Inventari del Patrimoni Arquitectònic de Catalunya.

## Descripció
Casa aïllada amb planta baixa i pis. Coberta a dues aigües. Conserva encara les pedres a les obertures, tot i que ha sofert modificacions. Al davant hi ha un pou i un ampli pati que ha estat qualificat Parc Urbà. Al costat té un cos afegit.